# Mário Gil Fernandes
Mário Gil Andrade Fernandes (Funchal, 25 aprile 1982) è un allenatore di pallacanestro ed ex cestista portoghese.
Alto 174 cm, gioca come guardia.

## Carriera
Nel 2007 è stato convocato per gli Europei in Spagna con la maglia della nazionale di pallacanestro del Portogallo.

## Palmarès
- Coppa di Portogallo: 6

Ovarense: 2009
Madeira: 2011
Benfica: 2014, 2015, 2016, 2017